# Brigadas Internacionales (Francia)
Las Brigadas Internacionales (en francés: Brigades Internationales, acortado como BI) fue una organización armada maoísta francesa de izquierda proletaria surgida en 1974, tomando el nombre de las Brigadas Internacionales  de los años 1930, que intervinieron en la guerra civil española. Se atribuyen el asesinato de varios diplomáticos extranjeros de regímenes que consideraban dictatoriales.

## Historia
Las Brigadas Internacionales se adjudicaron varios asesinatos políticos, teniendo como objetivo a figuras diplomáticas extranjeras que residían en París. Los objetivos procedían de regímenes considerados dictatoriales, principalmente de España, Irán o Latinoamérica.
Los investigadores consideran que esta organización se manejaba de manera "misteriosa",debido a su orientación “dura” a diferencia de otros grupos armados anarquistas, maoístas y antiimperialistas. Ninguno de los miembros ha sido identificado formalmente. La policía, sin embargo, sospecha que algunos de ellos terminaron engrosando las filas del NAPAP y más tarde de Action Directe.

### Inicios
Según Christophe Bourseiller, las Brigadas Internacionales fueron fundadas por Jean-Denis Lhomme. Este último, tras numerosos viajes a América Latina, donde conoció diferentes grupos de guerrilleros, se incorporó a los Grupos Revolucionarios (GR), grupos de tendencia maoísta, con estructuras a la vez flexibles y paramilitares, que practican un activismo espontáneo e independiente de la violencia. Participa en determinadas acciones que considera demasiado suaves. Creó su propio GR en el distrito 16 de París. En noviembre de 1973 participó en la “Reunión del Crisantemo”, que constituyó el acto de autodisolución de la organización maoísta La Cause du peuple. Rechazando lo que considera una traición, considera las posibilidades de desarrollar en Francia un movimiento guerrillero similar a los que encontró en América Latina. Reclutó cuidadosamente a 25 jóvenes activistas. Consigue que todos abandonen sus estudios y comiencen una formación profesional, con el objetivo de pasar a la clandestinidad.

### Lucha armada en Francia
La primera acción prevista por el nuevo grupo fue el asesinato del director general de la empresa estadounidense ITT-France, para protestar contra el golpe del general Pinochet en Chile. Pero el grupo aún no tenía armamento,  por lo que aunque planeado hasta el más mínimo detalle, fue cancelado.

##### Cronología de los ataques
- 19 de diciembre de 1974: Su primer atentado fue el de Ramón Trabal, agregado militar de Uruguay, exjefe de inteligencia militar (SID), a nombre de las “Brigadas Internacionales Raúl Sendic ", por el nombre de uno de los líderes Tupamaros. Sin embargo, el comisario Pierre Ottavioli de la Brigada Criminal abandonó muy rápidamente la pista de Tupamaros.[4] Alberto Sendic, hermano de Raúl Sendic, y el comisario Pierre Ottavioli, creían que el crimen había sido cometido por el Mossad en nombre de los soldados uruguayos que se oponían al general Gregorio Álvarez: por lo tanto, para Alain Labrousse, “nunca hubo dudas de que se trataba de un ajuste de cuentas entre clanes militares” (un golpe militar tuvo lugar en Uruguay en junio de 1973).[5][6] Esta opinión no es compartida por otros periodistas especializados y policiales, como Roland Jacquard[3]o el comisario Jean-Pierre Pochon.[2]
- 8 de octubre de 1975: Intento de asesinato de Bartolomé Valle, agregado militar de la embajada de España (reivindicado por las Brigadas Internacionales Juan Paredes Manot).
- 11 de mayo de 1976: Es asesinado a tiros el embajador de Bolivia en París general Joaquín Zenteno Anaya, cuando este se subía a su vehículo a plena luz del día.[7][8][9]
- 2 de noviembre: BI ataca al agregado cultural de la embajada iraní, Homayoun Keykavoussi (reivindicado por las Brigadas Internacionales Reza Rezayi).[10]
- 7 de julio de 1977; Atentado contra el embajador de Mauritania (reivindicado por las Brigadas Internacionales Mustapha El Wali Sayed).[11]

### Una guerrilla francesa
Los ataques del grupo fueron reivindicados bajo nombres específicos: Brigada Internacional Raúl Sendic, Brigada Internacional, Juan Paredes Manot, Brigada Internacional Reza Rezayi, Brigada Internacional Mustapha El Wali Sayed, etc. El uso de estos nombres, así como la elección de los objetivos, empujará a los investigadores a favorecer la búsqueda de grupos extranjeros,Pero tras el ataque al embajador de Bolivia, la policía empezó a interesarse por los activistas franceses. Fue en esta época cuando el diario Libération publicó un expediente el 1 de julio de 1976, que presentaba al grupo como "una organización antiimperialista y político-militar de inspiración maoísta y compuesta exclusivamente por militantes franceses". Entrevistado por el periódico, Jean-Denis Lhomme, bajo condición de anonimato afirma que “las acciones armadas del grupo fueron simbólicas y efectivas. Para nosotros, añadió, la pistola es una herramienta de propaganda, al igual que la pluma".
El fundador del grupo, Lhomme, se suicidó en julio de 1976, provocando una crisis interna.
Un frente legal, Vaincre et vivre, representa al grupo legalmente mientras práctica el activismo violento y publica en la revista cercana al movimiento autónomo Camaradas.La muerte del líder altera repentinamente el equilibrio de tareas entre el BI y los activistas legales del grupo “Vaincre et Vivre”. Las dos estructuras ahora tienden a fusionarse, salvo por un detalle: el BI sigue apuntando a diplomáticos extranjeros, mientras que "Vaincre et Vivre" se especializa en objetivos franceses.
El 2 de noviembre de 1976, el intento de asesinato de Homayoun Keykavoussi, oficialmente agregado cultural de la embajada iraní, en realidad responsable de SAVAK, convenció a los investigadores de que el BI estaba formado por jóvenes activistas franceses. De hecho, a pesar de su aparente profesionalismo, los activistas huyeron en ciclomotores, un medio de transporte inesperado en el mundo del terrorismo internacional. Sin embargo, no se encontrarán y los investigadores volverán a una pista iraní. Dos opositores del régimen del Sah, Mohammad Reza Pahleví y Nader Oskoui, fueron encarcelados injustamente durante varios meses.
A finales de 1976, el grupo planeó asesinar a un diplomático de la URSS, para demostrar su hostilidad hacia el "revisionismo", pero abandonó el proyecto. El 7 de julio de 1977, el BI intentó asesinar al embajador mauritano en París, para mostrar su solidaridad con el Frente Polisario.
El fundador del grupo, Lhomme, se suicidó en julio de 1976, provocando una crisis interna.

## Nacimiento del NAPAP
El grupo Vaincre et vivre parece estar más tarde detrás de la formación de los Núcleos Armados para la Autonomía Popular (NAPAP) en 1977. El 13 de mayo de 1977, Frédéric Oriach, Michel Lapeyre y Jean-Paul Gérard, presentados como activistas de la NAPAP, fueron detenidos en posesión de las armas utilizadas en los atentados contra Bartholomé Valle (Bartholomé García Plata Vallé), Joachim Zenteno Anaya y Jean-Antoine Tramoni (cuyo asesinato, el 23 de marzo de 1977, fue reivindicado por la NAPAP).
En el verano de 1977, el BI, ahora aliado con el NAPAP, fue contactado por militantes palestinos cercanos al Fatah-Consejo Revolucionario de Abu Nidal. Se ofrecen a ayudarlos a asesinar a Rifaat El Assad, el hermano del presidente de Siria, Hafez El Assad. Los BI se niegan a prestar ayuda. Unas semanas más tarde, el mismo grupo vuelve a reunirse con los BI con una propuesta inesperada: se invita a los franceses a seguir un curso de formación para pilotos de helicópteros en Angola y un entrenamiento militar de seis meses en Checoslovaquia. Pero los franceses también rechazaron la oferta.

### Miembros
Jean-Denis Lhomme es el único miembro conocido del grupo, que al parecer contaba con 25 activistas.Christian Harbulot, considerado por la policía líder del NAPAP, era sospechoso de ser también miembro del BI.